# Gloria Parker

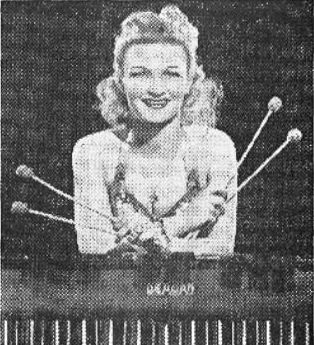
Gloria Parker in 1944

"Glorious" Gloria Parker (Brooklyn, 20 augustus 1921 – Syosset, 13 april 2022) was een Amerikaanse muzikante (marimba, viool, glasharp, viola, vibrafoon, gitaar, drums en alle Latin-percussieinstrumenten, waaronder de marimba) , entertainer, radiopresentatrice, bigband-leidster, componiste en schrijfster.

## Biografie
Parker, geboren in Brooklyn (New York) als Gloria Rosenthal  was een dochter van  Rose Glickman en Hank Rosenthal.  Haar moeder, die viool studeerde bij Leopold Auer en met Raymond Scott en Mark Warnow heeft opgetreden in Your Hit Parade. Haar vader was tijdens de Tweede Wereldoorlog testpiloot op Hawaii. Gloria Parker begon op haar derde op de viool, haar opa leerde haar glasharp spelen. Toen ze veertien was, leidde ze haar eerste orkest met louter vrouwelijke musici. Er zouden er meer volgen, waaronder "Gloria Parker and the Coquettes" en zo werd Parker, in de hoogtijdagen van de bigbands en swing, een vrouwelijk icoon als een all girl-bigbandleidster. Tijdens haar optredens speelde ze op allerlei instrumenten. In de jaren veertig trad ze op in verschillende soundies geregisseerd door William Forest Crouch, onder meer in "Broadway and Main" (met Stepin Fetchit) en "Penthouse Party", waarin Parker de glasharp bespeelt. Alle nummers in deze korte muziekfilms waren van de hand van Parker. De films konden worden bekeken op de Panoram, een soort visuele jukebox.

## Composities
Parker leidde niet alleen bigbands, maar schreef (onder allerlei namen) ook muziek. In haar loopbaan heeft ze honderden composities geschreven die werden opgenomen door artiesten als Una Mae Carlisle ("Tonight Be Tender To Me" en "The Best Idea You Had"), Vincent Lopez ("In Santiago By the Sea"), het orkest van Bob Chester ("Daddy From Georgia Way") en vibrofonist Lionel Hampton, met wie ze heeft opgetreden. Een van haar songs, "Supercalafajalistickespeealadojus (The Super Song)", in 1949 opgenomen door het orkest van Alan Holmes, leidde in 1965 tot een (verloren) rechtszaak. Het in "Mary Poppins" gezongen "Supercalifragilisticexpialidocious" was volgens Parker een inbreuk op het copyright van "The Super Song", maar de rechter was het daar niet mee eens. De namen waaronder Parker haar liedjes publiceerde waren, naast Gloria Parker, onder andere Gale Poter, Annabel Day, Gigi Perrell, Glory Kennedy en Rita Rose. Ze heeft ook spirituals geschreven.

## Radio, televisie en film
In de tijd van de recording ban (augustus 1942-november 1944) speelde ze een rol in de strijd van musici tegen de muziekindustrie en was ze een van hun woordvoerders. Parker trad op in de grootste hotels in New York en was een zeer regelmatige verschijning op de radio. Van 1 januari 1949 tot half december 1957 was ze 's zondags coast to coast te horen op WABC. Parker (Princess of the Marimba) speelde hierin met een 21-man groot orkest, de Swingphony, vanuit Kelly Lyceum Ballroom in New York. Ze was begin jaren vijftig ook te horen in een programma met Vincent Lopez, waarin mensen uit het publiek op de marimba mee konden spelen met het orkest ("Shake the Maracas"), verder had ze een uitzending met haar orkest vanuit hotel Edison. Op televisie verscheen ze als gast in de shows van onder andere Ed Sullivan en David Letterman. In 1984 had ze een rol in Woody Allens film "Broadway Danny Rose", waarin ze de glasharp speelt.

## Laatste jaren
Parker was nog lang muzikaal actief, de laatste jaren met de groep "The Riverboat Ramblers". Ze ontwierp en maakte haar eigen kleding. In 2006 verscheen haar boek "Corruption Reigns in Our Courtrooms", ook kwam er een cd uit onder de titel "Corruption Reigns in The Courtroom". Ze overleed in 2022 op 100-jarige lerftijd.

## Discografie
lp's:
- A Toast to Christmas In the 80's with Singing Glasses, GiGi Enterprises,

singles:
- $ 1.000.000 Record No.1, (Gloria Parker and Her Orchestra), Ferris, 1957
- The Stars and Stripes Forever Merengue (Gloria Parker and Her merengue Rhythms, Gloro
- I'm In Your Corner, LLP Records, 1965
- If You've Ever Loved Someone, LLP records, 1965
- The Best Thing for You Baby, Samar, 1966